# 北方インターチェンジ
北方インターチェンジ（きたかたインターチェンジ）は、宮崎県延岡市北方町にある北方延岡道路（九州中央自動車道に並行する一般国道218号の自動車専用道路）のインターチェンジである。

## 歴史
- 2007年（平成19年）7月13日：一般国道218号改築工事（自動車専用道路「北方延岡道路」新設工事・宮崎県延岡市北方町南久保山から同市舞野町地内まで）並びにこれに伴う市道及び農業用道路付替工事について国土交通相より土地収用法に基づく事業認定が公示される[1]。
- 2008年（平成20年）4月26日：北方IC - 舞野IC（開通当初は仮出入口）間開通に伴い、供用開始[2]。
- 2012年（平成24年）12月18日：一般国道218号改築工事（北方延岡道路・宮崎県延岡市北方町蔵田から同市北方町南久保山まで）について国土交通相より土地収用法に基づく事業認定が公示される[3]。
- 2015年（平成27年）4月29日：蔵田交差点 - 北方IC間開通[4]。

## 周辺
- 五ヶ瀬川
- 延岡市北方町総合支所
- 延岡市立北方町文化センター
- 延岡市立北方学園
- ETOランド

## 接続する道路
- 直接接続
  - 宮崎県道242号北方インター線

- 間接接続
  - 国道218号

## 料金所
- 各方面とも無料で通行できるため料金所はない。

## 隣
E77 九州中央自動車道（ 北方延岡道路）
蔵田交差点 - 北方IC - 舞野IC - (22)延岡IC/JCT